# Калояново (област Пловдив)
 Тази статия е за пловдивското село.  За сливенското вижте Калояново (Област Сливен).  
Калояново е село в Южна България, административен център на община Калояново, област Пловдив. До 1934 година името на селото е Селджиково.

## География
Калояново се намира на 24 km северно от областния център град Пловдив и на 16 km от автомагистрала Тракия /Е-80/, свързваща Западна Европа с Близкия изток.

## История
В периода VIII век преди Христа – V век след Христа земите около Калояново са част територията на Древна Тракия, населявани от тракийските племена койлалети и одриси. Най-големите праисторически селища – Камшикова могила и Чераджийска могила, се намират до Калояново, Житница и Дуванли. Регионът на Калояново влиза в най-ранната държавна организация на Древна Тракия – Одриското царство, основано през V век преди Христа от цар Терес I (480-440). Един от първите центрове на Одриската държава е бил съсредоточен в Горнотракийската низина. Останките на този градски център, в който е бил изграден и царският дворец, днес се намират в околностите на Калояново. Създаденият по времето на Терес I град съществувал близо два века, като царската резиденция и жилищните квартали са били укрепени със солидна крепостна стена, изградена от каменни квадри и тухли. В землището около Калояново през древността са съществували още тракийското селище Бендипара и римското Севериус.
През Средновековието първите сведения за Калояново са от софийския католически епископ Петър Богдан Бакшич от Чипровци, Софийски архиепископ в периода 1646 – 1674 г. По време на османското владичество селото е носило името Селджиково (Селджикьой) по името на местния феодал Селджик. Калояново е освободено от османска власт на 4 януари 1878 г. от кавалеристите на генерал Павел Карцов.
Преименуването на Селджиково в съвременното Калояново става през 1934 г. Изборът на новото име е в чест на българския цар Калоян (неизв. – 1207).
Селото е чисто българско, но е смесено в конфесионално отношение, като жителите му са около 1600 православни и 1100 католици.

## Културни и природни забележителности
- Източноправославна църква „Света Троица“, открита през 1845 г.;
- Католическа църква в неоготически стил „Свети апостол Андрей“, 2004 г.;
- Паметник на репресираните и убитите по време на комунизма. Той има форма на голям кръст със сребърна камбана. Под него са изписани думите „Никога вече!“;
- Капела-паметник на Дева Мария;
- Паметник на героите загинали по време на антифашистката съпротива и Отечествената война, наподобява паметника на връх Шипка. Имената на загиналите са гравирани върху мемориала;
- Около Калояново има множество тракийски могили;
- Състезателна писта Дракон, открита през 2005 г. на мястото на бившето селскостопанско летище;

## Редовни събития
На 11 февруари, денят на Свети Влас се празнува Муфканица – празникът на рогатия добитък. На празника се събират дърва и на всяко кръстовище се пали огън, който минувачите трябва да прескочат за здраве. Добитъкът е празнично окичен с погачи и гевреци. Всички стопани раздават къшей хляб и бучка сирене, за да е здрав и да се множи добитъкът.

## Личности
Родени в Калояново
- Георги Тунов (? – 1809), глава на Софийско-пловдивската католическа епархия от 1799 до 1809 година.
- Андрея Тунов (1770 – 1838), глава на Софийско-пловдивската католическа епархия от 1811 до 1835 година.
- Атанас Гаръбски (1955 – 1996), сред най-изявените дългогодишни футболисти на АФД Тракия, понастоящем футболен клуб Ботев. Има над 10 мача с националния отбор на България. Спортист на 20 век на Община Калояново.
- Александър Божилов (р. 1924), български партизанин, офицер, генерал-майор
- Полковник инж Йордан Рангелов Златански Началник Полувисшия Железопътен Институт София 1965 – 1970 г.
- Румен Станев (р. 1973), католически духовник, помощен епископ на Софийско-пловдивската епархия

Починали в Калояново
- Йосиф Стойков (1887 – 1944), католически свещеник, литератор и преводач.

## Други
На Калояново е наречена улица в квартал „Овча купел“ в София (Карта).